# Las Lomas (Panama)
Las Lomas – miasto w Panamie, w prowincji Chiriquí. Liczy 12,269 mieszkańców (dane na rok 2007 na podstawie World Gazetteer).